# گئورگ هیلدبرانت
گئورگ هیلدبرانت (آلمانی: Georg Friedrich Hildebrandt؛ ۵ ژوئن ۱۷۶۴ – ۲۳ مارس ۱۸۱۶) یک داروساز، شیمی‌دان، و کالبدشناسی اهل آلمان بود.